# Calothamnus longissimus
Calothamnus longissimus är en myrtenväxtart som beskrevs av Ferdinand von Mueller. Calothamnus longissimus ingår i släktet Calothamnus och familjen myrtenväxter. Inga underarter finns listade i Catalogue of Life.